# 地價稅
地價稅是一種不動產稅制。對於已規範地價之土地，在平時所課徵之財產稅。有別於物業稅，地價稅不受建築物、個人財產及其他土地發展影響。
地價稅不會降低經濟效率並能縮小貧富差距，因此一般得到經濟學家支持。由於地價稅由地主負擔，而土地擁有權與財富及收入相關，因此地價稅被視為一種累進稅。乔治主义因此主張以地價稅為政府的主要稅收來源，以兼顧經濟效率與社會正義。

## 稅制

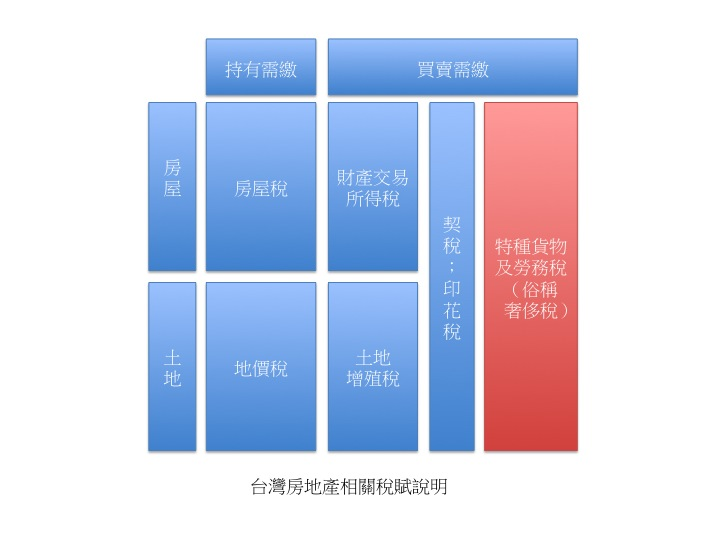
台灣房地產相關稅賦分類，地價稅位於此圖左下角，屬於土地的持有稅。

中華民國基於孫文三民主義中的「照價徵稅」「漲價歸公」等主張，於1947年所制定憲法第143條中，規定對私有土地的持有及出售分別課稅。其中對土地的持有，課以地價稅。屬於地方稅，由各直轄市或縣市地方稅務局徵收，地方政府支用。
依照三民主義平均地權的設計，地價稅是以地主自行申報的地價作為稅基，地主為了少繳稅，不會把地價申報的太高。但申報的太低，又怕政府以申報的地價進行徵收，於是就會誠實申報。這種方式是為了解決早年評估技術不發達，導致地價難以決定的問題。此外，地方政府每二年會重新規定地價（也就是公告地價），若是地主沒有申報地價，則以公告地價的八成為申報地價，作為地價稅的稅基。

### 納稅義務人
地價稅之納稅義務人，原則上為土地所有權人；設有典權之土地，則為典權人；承領之土地，則為承領人；承墾之土地，則為耕作權人。:472

### 免徵地價稅
公有土地按基本稅率(10‰)徵收地價稅。但公有土地供公共使用者，免徵地價稅。
下列公有土地地價稅全免，供公共使用之土地；各級政府與所屬機關及地方自治機關用地及其員工宿舍用地，但不包括供事業使用者在內；國防用地及軍事機關、部隊、學校使用之土地；公立之醫院、診所、學術研究機構、社教機構、救濟設施及公、私立學校直接用地及其員工宿舍用地，以及學校學生實習所用之直接生產用地；農、林、漁、牧、工、礦機關直接辦理試驗之用地；糧食管理機關倉庫用地；鐵路、公路、航空站、飛機場、自來水廠及垃圾、水肥、污水處理廠（池、場）等直接用地及其員工宿舍用地；引水、蓄水、洩水等水利設施及各項建造物用地；政府無償配供貧民居住之房屋用地；名勝古蹟及紀念先賢先烈之館堂祠廟與公墓用地；觀光主管機關為開發建設觀光事業，依法徵收或協議購買之土地，在未出賣與興辦觀光事業者前，確無收益者；依停車場法規定設置供公眾使用之停車場用地等。:484

### 稅率
至於稅率，則是依土地的用途與申報地價總額而定。一般用地的申報地價總額超過累進起點，則會針對超過的部分施行累進課徵。特定用途的土地，例如自用住宅、工業用地或公共設施保留地，可適用特別稅率:93。作農業使用之土地課徵田賦(目前停徵)，不課地價稅。地價稅之繳納期間在每年11月1日至30日，依據8月31日（納稅義務基準日）土地登記簿所載之所有權人進行課徵。
地價稅之基本稅率為千分之十（10‰）。土地所有權人之地價總額未超過土地所在地，直轄市或縣 (市) 累進起點地價者，其地價稅按基本稅率千分之十（10‰）徵收；超過累進起點地價者，依據下列累進稅率課徵。

現行(2020年)的一般用地累進稅率分為六級，計算公式如下表：
| 稅級 | 公式                                                         | 適用標準                 |
| --- | ------------------------------------------------------------ | ------------------------ |
| 1 | 地價 × 稅率（10‰）                                           | 未超過累進起點地價       |
| 2 | 地價 × 稅率 ( 15‰ )－累進差額( 累進起點地價 × 0.005(0.5%) )  | 超過累進起點地價未達 5倍 |
| 3 | 地價 × 稅率 ( 25‰ )－累進差額( 累進起點地價 × 0.065(6.5%) )  | 超過累進起點地價 5至10倍 |
| 4 | 地價 × 稅率 ( 35‰ )－累進差額( 累進起點地價 × 0.175(17.5%) ) | 超過累進起點地價10至15倍 |
| 5 | 地價 × 稅率 ( 45‰ )－累進差額( 累進起點地價 × 0.335(33.5%) ) | 超過累進起點地價15至20倍 |
| 6 | 地價 × 稅率 ( 55‰ )－累進差額( 累進起點地價 × 0.545(54.5%) ) | 超過累進起點地價20倍以上 |
| 說明：累進起點地價 = 各直轄市或縣（市）土地，扣除工業用地、礦業用地、農業用地及免稅土地後，每7公畝的平均地價。每個直轄市、縣市的累進起點地價皆不同。 |                                                              |                          |

### 優惠稅率
適用優惠稅率的情況為：
| 適用標準                                     | 稅率 |
| -------------------------------------------- | ---- |
| 自用住宅用地、勞工宿舍用地、國民住宅用地     | 2‰   |
| 都市計畫公共設施保留地                       | 6‰   |
| 工業用地、加油站、停車場等事業直接使用之土地 | 10‰  |
| 公有土地                                     | 10‰  |

#### 自用住宅及國民住宅用地
- 自用住宅用地，是指土地所有權人或其配偶、直系親屬於該地辦竣戶籍登記，且無出租或供營業用之住宅用地（地價稅法第9條）。
- 符合於以下規定之自用住宅用地，其地價稅按2‰計徵：都市土地面積未超過三公畝部分；非都市土地面積未超過七公畝部分。國民住宅及企業或公營事業興建之勞工宿舍，自動工興建或取得土地所有權之日起，其用地之地價稅，適用2‰稅率計徵。土地所有權人與其配偶及未成年之受扶養親屬，適用自用住宅用地稅率2‰繳納地價稅者，以一處為限。[15][7]:478

#### 工業用地及動物園等土地
供以下事業直接使用之土地，按基本稅率10‰計徵地價稅。但未按目的事業主管機關核定規劃使用者，不適用之：工業用地:481、礦業用地；私立公園、動物園、體育場所用地；寺廟、教堂用地、政府指定之名勝古蹟用地；經主管機關核准設置之加油站及依都市計畫法規定設置之供公眾使用之停車場用地等。

#### 都市計畫公共設施保留地
都市計畫之公共設施保留地，為在政府都市計畫當中，被劃設為道路、港埠、綠地、學校、社教機關及市場等用地，以留待未來由政府取得，都市計畫公共設施保留地，在保留期間內仍為建築使用者，除自用住宅用地依土地稅法第十七條之規定其地價稅按2‰課徵外，其餘都市計畫公共設施保留地，按照6‰計徵地價稅；其未作任何使用並與使用中之土地隔離者，免徵地價稅。

#### 公有土地
公有土地按照基本稅率(10‰)課徵地價稅。但公有土地為供公共使用者，免徵地價稅。

## 歷史

### 法源依據
在中華民國國父孫中山提出的三民主義中，便在民生主義部分提到了平均地權概念，主張由國家規定土地法、土地使用法、土地徵收法和地價稅法；私人所有的土地，由地主估價呈報政府，國家就價徵稅，並於必要時依所報價收買之。自報價後，土地所增加的價值，歸諸公有（「漲價歸公」）。目的在防止土地集中在少數人的身上。其中孫中山提出漲價歸公方面，認為「從定價那年以後，那塊地皮的價格再行漲高，各國都是要另外加稅，但是我們的辦法，就要以後所加之價完全歸為公有。因為地價漲高，是由於社會改良和工商業進步。」「推到這種進步和改良的功勞，還是由眾人的力量經營而來的；所以由這種改良和進步之後所漲高的地價，應該歸之大眾，不應該歸之私人所有。」但對如何實施漲價歸公，國父遺教中並沒有更具體的說明。
漲價歸公的主張早見於約翰·密爾。其著作《政治經濟學原理》中就提到對土地買賣的資本利得加以課稅，因為地價上升是由地主改良及社會改良所致。所以扣除地主改良所增值的部分，應該完全歸還給全社會。但土地增值稅的問題在於：如果將地價上漲部分全數歸公，在土地持有成本（利率及持有稅）低的時候，地主便沒有出售土地的動機，造成閉鎖效果。如果地主永遠不賣土地，沒有買賣的行爲，漲價便無從歸公，而地利依然歸私（地主仍然享受公共投資而無需付額外成本）。此外，土地增值稅與利得稅，在持有成本低的時候，也會發生轉嫁效果：如果稅負不能轉嫁給買方負擔，則地主寧可不出售，這樣反而導致地價上漲。
另一方面，亨利·喬治對於孫中山民生主義的影響主要是土地單一稅論，亦即政府應以地價稅作為單一收入，而停止徵收其他雜稅。孫中山曾指出「中國行了社會革命之後，私人永遠不用納稅，但收地租一項，已成地球上最富的國 。」並曾在多次演講與民生主義第二講中提倡以地價稅作為政府主要稅收。亨利喬治的土地單一稅論並非異想天開，多位當代經濟學家如米爾頓·傅利曼及威廉·維克里等人就指出地價稅為「最不壞的稅」與「最好的稅」。由史迪格里茲所證明的「亨利喬治定理」，近年來更被學者喻為「地方財政金律」（The Golden Rule of Local Public Finance）。

### 制定沿革
1930年，中華民國政府6月30日公布《土地法》，在第四編「土地稅」中，有地價稅及土地增值稅的徵收規定，為地價稅之始。對日抗戰期間，因為人口移入後方各城市，地價高漲，原《土地法》規定也有未盡妥善之處，於是在1941年12月11日公布《非常時期地價申報條例》，修正土地法中關於地價稅的相關規定，一方面制止土地壟斷與投機，一方面也充裕戰時財政收入。1943年，該條例名稱修正為《戰時地價申報條例》，並於次年3月28日公布施行。1945年戰事結束後，這些因應戰爭時期頒佈的法令不再適用，於是1946年修正公布《土地法》及《土地法施行法》。
1954年8月，中華民國政府公佈《實施都市平均地权條例》，指定台灣為實行區域:185。由人民自動申報地價，政府照價徵稅，漲價歸公，皆用作興辦擴大社會福利事業及九年國民義務教育之用:185。1964年1月，立法院通過「都市平均地權條例」:106。7月台灣省實施都市平均地權，公告地價；並決定以增收之地價稅，作為推行民生主義社會福利政府之財源:107。
平均地權條例雖然將當時土地法關於規定地價、及徵收地價稅與土地增值稅之規定修正納入規範，但在中華民國當時的賦稅體制中，其他的稅目都立有單獨稅法處理， 只有土地稅是散見於數種法令，對稅捐稽徵機關及納稅義務人都相當不便。1970年3月，行政院前賦稅改革委員會擬訂《土地稅法》草案，但因為全面實施平均地權之立法原則尚在研議而延後施行。1977年2月2日，平均地權條例修正案公布後，該草案在同年7月14日公布施行，自此土地稅之徵收始有完整之稅法依據。
1986年6月29日，平均地權條例再次修正，同時因為經濟發展，土地問題日趨複雜，舊法已不敷需要，於是1989年再次修正土地稅法，並於同年10月30日公布施行，在此次修正中，地價稅的稅率調降，同時擴大了事業用地的地價稅特別稅率適用範圍。

## 批評與爭議
一些批評認為台灣地方政府為了派系選票考量，罔顧國父遺教及歷年稅改會議與監察院所提出「輕土增稅重地價稅」的建議，刻意壓低地價稅等持有稅，降地囤地養地成本，方便土地炒作。這不但與民生主義「以地價稅作為政府主要財源」的精神背道而馳，同時也導致地方財源枯竭，每年必須仰賴大量中央補助，扭曲國家資源分配。有學者認為孫中山的漲價歸公，屬於其獨創的「照價收買制」（照價收買，公買公賣為主，地價稅為輔），與台灣現行的土地增值稅制不同。
2011年6月2日，臺北市議員王鴻薇抨擊財團利用停車場養地兼避稅，台北市市庫一年少了6、7億稅收，形同拿這筆錢幫財團養地，呼籲政府應嚴格審查是否「假停車、真養地」。財政部、交通部表示，將近期內廢除停車場適用地價稅優惠稅率的解釋令，防堵財團養地節稅。